# Estádio Lauro Assunção
O Estádio Lauro Assunção é um estádio de futebol localizado no município de Tocantinópolis, no estado do Tocantins. É o local onde o Tocantinópolis EC realiza seus jogos como mandante.
Inaugurado em 1979, receberia seu primeiro jogo logo após a solenidade de inauguração, entre as seleções de Tocantinópolis e Araguaína. Coube a Adir, da seleção araguainense, marcar o primeiro gol do novo estádio. Porém, Guinha, Emiliano e Ademir garantiram a vitória do selecionado tocantinopolino por 3 a 1.
Times importantes do cenário futebolístico brasileiro, como Flamengo, Atlético Goianiense, Vila Nova, Goiás e Fortaleza disputaram partidas no Lauro Assunção.